# Paisaje vitícola del Piamonte: Langhe-Roero y Monferrato
Paisaje vitícola del Piamonte: Langhe-Roero y Monferrato, es el nombre oficial de un área elegida por la UNESCO como Patrimonio de la Humanidad. Comprende «cinco zonas diferentes de cultivo de la vid con hermosos paisajes y el Castillo de Cavour» en la región del Piamonte, Italia.
Este paisaje se extiende por zonas con colinas de Langhe y Monferrato y es una de las áreas vitivinícolas más importantes de Italia. Está ubicado en el centro de la región del Piamonte, en el noroeste de Italia. Está registrado como «paisaje cultural» ya que es el resultado de la acción combinada de la naturaleza y el hombre. Se encuentra en la lista de Patrimonio Mundial de UNESCO gracias al valor ejemplar de su cultura vitivinícola, que ha modelado el paisaje a lo largo de los siglos.

## Descripción

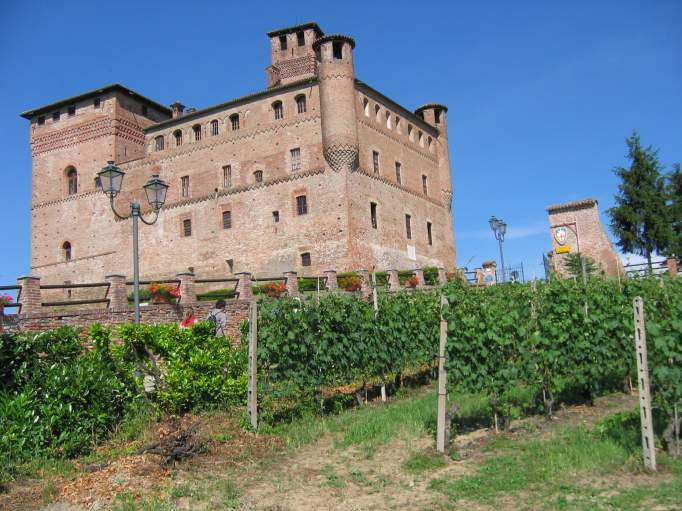
Castillo de Grinzane Cavour.

Este paisaje cultural incluye cinco zonas vitivinícolas diferentes con paisajes excepcionales y el castillo de Grinzane Cavour, un nombre emblemático en el desarrollo de los viñedos y la historia italiana. Se encuentra en la zona sur del Piamonte, entre el río Po y los Apeninos de Liguria. Comprende un amplio espectro de procesos técnicos y económicos relacionados con la viticultura y la producción del vino que ha caracterizado a la región durante siglos. En la zona se ha encontrado polen que se remonta al siglo V a. C., cuando el Piamonte era un sitio de contacto e intercambio entre etruscos y celtas; de hecho, varias  palabras etruscas y celtas relacionadas con el vino todavía se encuentran en uso en el idioma local. Durante el imperio romano Plinio el Viejo mencionó la  región como una de las mejores para el cultivo de la vid en la Italia antigua y Estrabón escribió acerca de sus barriles.

## Zonas
| Número de identificación | Nombre de la zona              | Superficie (ha) | Superficie zona intermedia (ha) | Coordenadas                              |
| ------------------------ | ------------------------------ | --------------- | ------------------------------- | ---------------------------------------- |
| 1390-001                 | La Langhe del barolo           | 3.051           | A=59.306                        | 44°36′31″N 7°57′49″E / 44.60861, 7.96361 |
| 1390-002                 | El castillo de Grinzane Cavour | 7               | A                               | 44°39′7″N 7°59′39″E / 44.65194, 7.99417  |
| 1390-003                 | Las colinas del barbaresco     | 891             | A                               | 44°43′14″N 8°5′15″E / 44.72056, 8.08750  |
| 1390-004                 | Nizza Monferrato y el barbera  | 2.307           | A                               | 44°47′47″N 8°18′18″E / 44.79639, 8.30500 |
| 1390-010                 | Canelli y el Asti spumante     | 1.971           | A                               | 44°44′17″N 8°14′59″E / 44.73806, 8.24972 |
| 1390-011                 | El monferrato del infernòt     | 2.561           | B=16.943                        | 45°3′3″N 8°23′23″E / 45.05083, 8.38972   |
| Total                    | Total                          | 10.789          | 76.249                          |                                          |